# Еринген
Еринген (њем. Öhringen) град је у њемачкој савезној држави Баден-Виртемберг. Једно је од 16 општинских средишта округа Хоенлое. Према процјени из 2010. у граду је живјело 22.811 становника. Посједује регионалну шифру (AGS) 8126066, NUTS (DE119) и LOCODE (DE OEH) код.

## Географски и демографски подаци
Еринген се налази у савезној држави Баден-Виртемберг у округу Хоенлое. Град се налази на надморској висини од 230 метара. Површина општине износи 67,8 km². У самом граду је, према процјени из 2010. године, живјело 22.811 становника. Просјечна густина становништва износи 337 становника/km².

## Међународна сарадња
| Мјесто   | Држава               | Врста сарадње | Од    |
| -------- | -------------------- | ------------- | ----- |
| Викерсли | Уједињено Краљевство | партнерство   | 1996. |
| Трефен   | Аустрија             | партнерство   | 1995. |
| Извор    |                      |               |       |